# رولاند گانیش
رولاند گانیش (انگلیسی: Roland Gunnesch؛ زادهٔ ۲۵ march ۱۹۴۴ (۸۰ سال)) ورزشکار هندبال اهل رومانی است.
وی در مسابقات کشوری و بین‌المللی در مجموع برندهٔ ۲ مدال طلا، ۱ مدال نقره، ۲ مدال برنز شده‌است.